# Giuseppe Dalla Torre (giurista)
Giuseppe Dalla Torre del Tempio di Sanguinetto (Roma, 27 agosto 1943 – Roma, 3 dicembre 2020) è stato un giurista italiano.

## Biografia
Discendeva da un'antica famiglia comitale trevigiana poi trasferitasi a Roma, da sempre legata alla Santa Sede; suo nonno Giuseppe fu direttore de L'Osservatore Romano, mentre suo fratello Giacomo fu gran maestro del Sovrano Militare Ordine di Malta.
Dopo gli anni del liceo si dedicò agli studi giuridici, svolti presso l'Università di Roma La Sapienza, dove conseguì la laurea in Giurisprudenza nel 1967 con Pietro Gismondi, e presso la Pontificia Università Lateranense, dove approfondì la conoscenza del Diritto canonico con un dottorato (1968). Dalla Torre intraprese la propria carriera accademica presso l'Università di Modena con Lorenzo Spinelli, divenendo poi assistente ordinario nell'Università di Bologna. Qui nel 1980 vinse un concorso per diventare professore ordinario. L'Ateneo bolognese lo chiamò all'insegnamento nella Facoltà di Giurisprudenza, dove tenne corsi di Diritto ecclesiastico dal 1980 al 1990 e di Diritto costituzionale dal 1987 al 1990.
L'approfondita conoscenza dell'utroque iure ebbe peso rilevante nella nomina di Dalla Torre quale segretario della delegazione governativa italiana che partecipò con la delegazione vaticana ai lavori della Commissione paritetica per la revisione del Concordato lateranense (1976-1983).
Dal 1997 al 2019 fu presidente del Tribunale dello Stato della Città del Vaticano. Fu consultore di alcuni dicasteri pontifici. Il rapporto tra Chiesa e Comunità politica è un tema che Giuseppe Dalla Torre sviluppò nei corsi tenuti in diverse Università Pontificie di Roma (Università Lateranense, Urbaniana, Angelicum).
Già rettore dell'Università LUMSA, fino al 2014 quando gli succedette Francesco Bonini, vi insegnò diritto canonico, dopo avervi tenuto per lungo tempo corsi di diritto pubblico e diritto ecclesiastico. In ambito accademico rivestì gli incarichi di vice presidente del Coordinamento Regionale delle Università del Lazio (CRUL) e di vice presidente della Conferenza dei Rettori delle Università Italiane (CRUI).
Giurista cattolico, Giuseppe Dalla Torre fece parte dell'Unione Giuristi Cattolici Italiani, di cui fu anche Presidente Nazionale. Fu membro del Comitato Nazionale per la Bioetica, istituito presso la Presidenza del Consiglio dei ministri.
Dalla Torre fu Governatore Generale dell'Ordine Equestre del Santo Sepolcro di Gerusalemme dal 2011 al 2017.
È morto a Roma il 3 dicembre 2020 all'età di 77 anni, per complicazioni da COVID-19. Le esequie sono state celebrate il 5 dicembre, presso l'altare della Cattedra della Basilica di San Pietro in Vaticano, dal cardinale Segretario di Stato Pietro Parolin. Contestualmente, verrà lui dedicata la cattedra di Diritto canonico della Libera Università Maria Ss. Assunta, di cui fu titolare gli ultimi anni di vita.

## Pensiero
Primo autore di un manuale di diritto vaticano, sosteneva che la Città del Vaticano fosse uno "Stato-mezzo" e non uno "Stato-fine", la cui funzione era strumentale e finalizzata al Grande Mandato della Sede Apostolica.

## Opere
- L'attività assistenziale della Chiesa nell'ordinamento italiano, Giuffrè, Milano, 1977
- Chiesa particolare e comunità politica, Mucchi, Modena, 1983
- La riforma della legislazione ecclesiastica. Testi e documenti per una ricostruzione storica, Pàtron, Bologna, 1985
- La questione scolastica nei rapporti fra Stato e Chiesa, II edizione, Pàtron, Bologna, 1989
- Il primato della coscienza. Laicità e libertà nell'esperienza giuridica contemporanea, Studium, Roma, 1992
- Le frontiere della vita. Etica, bioetica e diritto, Studium, Roma, 1997
- Diritto e Santità. Sondaggi nella Storia del diritto Canonico, Giappichelli, Torino, 1999
- La cittadinanza. Problemi e dinamiche in una società pluralistica (raccolta, con Francesco D'Agostino), Giappichelli, Torino, 2000
- Lezioni di diritto ecclesiastico, II edizione, Torino, 2002
- Europa, quale laicità? San Paolo, Cinisello Balsamo, 2003
- La Libera Università "Maria Ss. Assunta" – LUMSA. Storia di un'idea, Aracne, Roma, 2003
- Il fattore religioso nella costituzione – Analisi e interpretazioni – II edizione, Giappichelli, Torino, 2003
- Carlo d'Austria. Ritratto spirituale, II edizione rivista e aggiornata, Ancora, Milano, 2004
- Radio Vaticana e ordinamento italiano (cura, con Cesare Mirabelli), Giappichelli, Torino, 2005
- Annali 2002-2004 (cura), Giappichelli, Torino, 2005
- Conoscere il Diritto Canonico (con Geraldina Boni), Studium, Roma, 2006
- Conoscere il diritto Ecclesiastico, con Paolo Cavana, Studium, Roma, 2006
- Matrimonio e famiglia. Saggi di Storia del diritto, Aracne, Roma, 2006
- Lezioni di Diritto Canonico, III edizione, Giappichelli, Torino, 2006
- L'archetipo dell'amore fra gli uomini. Deus caritas est: riflessione a più voci sull'Enciclica di Benedetto XVI, Studium, Roma, 2007
- Lessico della laicità, Studium, Roma, 2007
- La città sul monte. Contributo ad una teoria canonistica sulle relazioni fra Chiesa e Comunità politica, III edizione, Ave, Roma, 2007
- Dio e Cesare. Paradigmi cristiani nella modernità, Città Nuova, Roma, 2008
- Lezioni di diritto ecclesiastico, IV edizione, Giappichelli, Torino, 2011